# Ivanteevka
Ivanteevka (in russo Ивантееевка?; anche traslitterata come Ivanteyevka o Ivantejevka) è una cittadina della Russia europea centrale (oblast' di Mosca), situata nel Rialto centrale russo sul fiume Uča, 41 km a nordest della capitale.
Compare nel 1586 con il nome di Vanteevo, come proprietà del Monastero della Trinità di San Sergio; acquista il nome attuale solo verso la metà del XIX secolo. Lo status di città è del 1938.

## Società

### Evoluzione demografica
Fonte: mojgorod.ru
- 1897: 1.200
- 1939: 22.200
- 1959: 30.900
- 1979: 46.900
- 1989: 53.100
- 2002: 51.454
- 2007: 55.200